# Sabrina Ionescu
Sabrina Ionescu (Walnut Creek, 6 de dezembro de 1997) é uma basquetebolista profissional estadunidense que atualmente joga pelo New York Liberty na Women's National Basketball Association.

## Carreira profissional
New York Liberty
Sabrina Ionescu, foi a primeira escolha do Draft da WNBA em 2020 para jogar pelo New York Liberty.
Seleção Estadunidense
Nos Jogos Olímpicos de Verão de 2024, em Paris, conquistou a medalha de ouro no torneio feminino do basquetebol, após vencer confronto na final contra a equipe francesa por 67–66.